# 조르지 벵 조르
조르지 벵 조르(Jorge Ben Jor, 1939년 3월 22일 ~ )는 브라질의 싱어송라이터이다. 조르지 벵 조르의 음악은 삼바와 펑크, 록, 보사노바가 섞여서 독특하며, 난해한 주제를 유머와 풍자로 요리한 가사를 쓴다. 《Samba Esquema Novo》(1963) 등의 앨범을 냈다.

Jorge Ben, 1972